# Феддерс, Пётр Александрович
Пётр Александрович Фе́ддерс (17 июля 1868, Казань — 8 ноября 1936, Елгава) — российский и латвийский архитектор, педагог.
Стоял у истоков основания Латвийской Академии Художеств.
Один из создателей комплекса Братского кладбища в Риге.

## Биография
- Родился в Казани 17 июля 1868 года. Племянник живописца Юлия Ивановича Феддерса[3].
- Получил домашнее образование. В 1888 году получил аттестат реального училища, осенью того же года поступил в Императорскую Академию художеств.
- В 1894 году окончил со званием классного художника 1-й степени. За время обучения получил 2 серебряные медали за живопись, 2 серебряные и малую золотую (1893) за программу «Гостиница для приезжающих в столицу»[4].
- После окончании Академии художеств работал архитектором на Сестрорецком оружейном заводе и на Морском Охтенском полигоне.
- В 1898 году приглашен Л. Н. Бенуа как помощник на строительство собора Св. блгв. Александра Невского в Варшаву.
- в 1901 году получил должность преподавателя архитектуры Варшавском политехническом институте, с 1915 — профессор.
- В 1906 назначен в распоряжение Варшавского Генерал-Губернатора.
- В 1907 — член комитета, заведующего Цехоцинским водолечебным заведением.
- В 1910 получил звание академика.
- В 1916 году покинул Варшаву с российской администрацией и переехал в Ригу.
- В 1921 году участвовал в создании Латвийской Академии Художеств. Профессор, проректор. Преподавал до 1935 года.
- Один из авторов величественного мемориального комплекса Братского кладбища. В 1930 году стал председателем Комитета Братского кладбища.
- До последних дней вёл активную архитектурную работу на территории всей Латвии.
- C 1932 года работает в Елгаве — начальником отдела реконструкции города[5].
- Скончался 8 ноября 1936 года в собственном доме в Елгаве.
- Похоронен на Лесном кладбище в Риге. В 1939 году на могиле установлен памятник работы архитектора Александра Бирзениекса и скульптора Карлиса Зале.

## Постройки в Санкт-Петербурге
- Корпус и технические постройки Сестрорецкого оружейного завода
- Дача Голубицкого (русский стиль) в Сестрорецке
- Перестройка дома Гринлэнд — Конногвардейский бульвар, дом 9 (в стиле ренессанса)

## Работы в Варшаве
- Церковь с колокольней в Творковском доме для душевнобольных (русско-византийский стиль)
- Звонница церкви лейб-гвардии Уланского полка (новгородско-псковский)
- Дом Н. Шелехова по Иерусалимской аллее № 93 (ампир)
- Магазин Н. Шелехова, внутреннее устройство, на Новом Свете (русский)
- Магазин Н. Шелехова на Сенаторской ул. (ампир)
- Зал собраний в доме военного ведомства на Саксонской пл. (ренессанс)
- Усыпальница преосвященного Иеронима, церковь в подвале уже существовавшего храма (русский, московского периода)
- Усыпальница семейства Шелеховых (русский, московского периода)
- Серия крупных надгробных памятников и часовен, исполненных для фирмы «Норблин и Бортмовский», поставленных как в Варшаве, так и в Лодзи.
- Духовное училище в Варшаве (новгородско-псковский)
- Дом соборного причта (ренессанс)
- Народный дом в Варшаве, совм. с арх. Якуниным (классич. греческий)
- Русский театр, совместно с военными инженерами Овчинниковым и Третьяковым (ренессанс).

## В других городах России
- Астрахань — особняк М. Шелехова (ренессанс)
- Маков (Каменец-Подольская губ.) — дворец М. и А. Журовских (ранний польский ренессанс)
- Новорадомск — церковь
- Дом для гостей в имении директора банка А. Патона, там же переделка фасада старого дома.
- Цехоцинек — эстрада в саду (закопянский стиль). Кегельбан и биоскоп. Соляные и грязевые ванны (польско-романский).
- Нижний Новгород — административные, учебные и лабораторные корпуса Политехнического института (эвакуирован из Варшавы в 1916 году, ныне — Нижегородский государственный технический университет)[6]. Водонапорная башня, электростанция. Выставочный павильон (в районе нынешней площади Лядова). В соавторстве с академиком архитектором В. А. Покровским.

## Работы в Латвии
- С 1924 по 1936 год Пётр Феддерс совместно со скульптором Карлисом Зале, архитектором Александром Бирзениексом и ландшафтным дизайнером Андреем Зейдаксом работал в Риге над созданием мемориального комплекса Братского кладбища.
- Дача в Асари (Юрмала).
- C 1932 по 1936 год занимался реконструкцией и планировкой Елгавы.
- Железнодорожные вокзалы и станции: Асари, Сигулда, Гулбене, Бене и Инчукалнс.

## Печатные труды П. А. Феддерса
- Литографированы: курсы читанные в политехническом институте: 1. Части зданий, 2. Перспектива.